# Boletus subluridellus
El Boletus subluridellus es una especie de hongo boletus de la familia Boletaceae. Fue descrita como nueva para la ciencia en 1971 por micólogos estadounidenses. Este boletus se encuentra en el este de Estados Unidos y Canadá. Crece en el suelo de bosques de coníferas y bosques mixtos, en asociación micorrízica con árboles de hoja caduca, especialmente robles. Los cuerpos fructíferos presentan sombreros de color rojo anaranjado, ampliamente convexos, que pueden alcanzar hasta 10 cm de diámetro, con poros pequeños y de color rojo oscuro en la parte inferior. El tallo, de color amarillo pálido, mide entre 4 y 9 cm de largo por 1,5 a 2,3 cm de grosor. Todas las partes del cuerpo fructífero se tiñen rápidamente de azul al ser dañadas o tocadas.

## Taxonomía
La especie fue descrita por los micólogos estadounidenses Alexander H. Smith y Harry D. Thiers en su monografía de 1971 sobre los hongos letales de Michigan. La colección tipo fue realizada por Smith en un campo de golf cerca de Ypsilanti, Míchigan, en septiembre de 1961; se conserva en el herbario de la Universidad de Michigan.

El Boletus subluridellus se clasifica en la sección Luridi del género Boletus. La sección Luridi se caracteriza por boletus que se tornan inmediatamente azules al cortarse o magullarse, poros estrechos generalmente de color rojo, y la presencia ocasional de toxinas en los cuerpos fructíferos. Según el esquema propuesto por Smith y Thiers, la forma de los dermatocistidios (cistidios en la cutícula del sombrero) es importante para la delimitación de especies dentro de la sección Luridi. Sin embargo, en un estudio de 1993, Roland Treu no encontró diferencias microscópicas consistentes significativas entre B. subluridellus, B. rufocinnamomeus y B. roseobadius.
El epíteto específico subluridellus hace referencia a su similitud con Boletus luridellus. Luridellus significa “amarillo apagado a marrón sucio”.

## Descripción
Los cuerpos fructíferos de Boletus subluridellus presentan sombreros convexos que miden entre 5 y 10 cm de diámetro. La superficie del sombrero es seca y ligeramente pegajosa, con una textura algo aterciopelada. Su color varía entre rojizo, marrón rojizo y rojo anaranjado. La carne es de un amarillo brillante antes de tornarse azul en las zonas cortadas. No tiene un olor perceptible y su sabor es ligeramente metálico. En la parte inferior del sombrero, los tubos que forman la superficie porosa miden entre 6 y 9 mm de largo. Cerca de la unión con el estipe, los tubos están libres o ligeramente deprimidos. Los poros, de color rojo oscuro, son pequeños y redondeados, con una densidad de aproximadamente 2–3 poros por milímetro. El estipe mide entre 4 y 9 cm de largo por 1,5 a 2,3 cm de grosor. Es sólido (es decir, no hueco ni relleno de médula) y mantiene un grosor relativamente constante a lo largo de su longitud. Su color es amarillo pálido, tornándose rojizo en la base, donde presenta pelos amarillos adpresos (aplanados contra la superficie). Todas las partes del cuerpo fructífero (superficie del sombrero, carne, poros y estipe) se tiñen rápidamente de azul al ser dañadas o tocadas.
La esporada es de color marrón aceituna. Las esporas tienen forma fusiforme en vista frontal y son asimétricas en vista lateral. Poseen una superficie lisa, un diminuto poro apical, y miden entre 11–15 por 4–5,5 μm, con paredes de aproximadamente 0,2 μm de grosor. Las basidias son claviformes, con cuatro esporas, y tienen un grosor de 8–12 μm. Las pleurocistidias (ubicadas en las paredes de los tubos) miden entre 28–42 por 6–11 μm, con un cuello de 3 μm, mientras que las queilocistidias (ubicadas en los bordes de los poros) son estrechamente claviformes y algo más pequeñas, midiendo entre 26–38 por 4–8 μm. Las pleurocistidias tienden a no sobresalir más que las basidias esporulantes. La cutícula del sombrero está compuesta por una capa de 150 μm de grosor formada por hifas estrechas de 3–5 μm, dispuestas aproximadamente en un tricodermio (donde las hifas más externas emergen más o menos paralelas entre sí, como pelos, perpendiculares a la superficie del sombrero). Estas hifas se tiñen de rojo al montarse en reactivo de Melzer y de amarillo en hidróxido de potasio. No se observan conexiones con abrazadera en las hifas.

## Especies similares
Boletus flammans es una especie similar en apariencia que crece bajo coníferas. Boletus roseolateritius, conocido en Misisipi, presenta un sombrero que cambia de color según su edad: al principio es de un tono rojo oscuro a anaranjado, luego se vuelve marrón rojizo en la madurez, desvaneciéndose a naranja parduzco o rosado parduzco con matices amarillo apagado, y finalmente adquiere un tono amarillo sucio y opaco con el envejecimiento. Su estipe amarillo pálido carece de la coloración rojiza y de los pelos en la base que presenta B. subluridellus. A nivel microscópico, tiene esporas más pequeñas, de 8,5–12 por 3,5–4,5 μm. Boletus rufocinnamomeus también es similar en apariencia, pero se puede distinguir por su estipe amarillo salpicado de puntitos de color canela anaranjado a marrón. Boletus flammans, otro semejante que se tiñe de azul al tocarlo, se encuentra en el sureste de Estados Unidos y crece bajo coníferas. Presenta un estipe rojizo con una fina reticulación en su mitad superior.

## Hábitat y distribución
Boletus subluridellus es un hongo micorrízico que crece en asociación con árboles de hoja caduca, especialmente con robles. Los cuerpos fructíferos crecen de forma dispersa o en grupos sobre el suelo en bosques caducifolios o mixtos, y aparecen entre julio y octubre. Es una especie del este de América del Norte, que se encuentra desde Nueva Inglaterra hasta la región de los Grandes Lagos, y hacia el norte hasta Quebec, en Canadá.